# ذخیره‌گاه طبیعی کاندالاکشا
ذخیره‌گاه طبیعی کاندالاکشا (انگلیسی: Kandalaksha Nature Reserve) یک ذخیره‌گاه و منطقه حفاظت شده در استان مورمانسک کشور روسیه است.